# Josephine di Danimarca
Josephine di Danimarca (nome completo in danese Josephine Sophia Ivalo Mathilda; Copenaghen, 8 gennaio 2011) è una principessa danese.
Quartogenita di Federico X e di Mary Donaldson, è al quarto posto nella linea di successione al trono dopo i fratelli.

## Biografia

### Nascita e battesimo

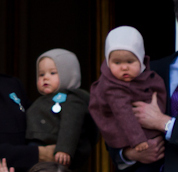
Josephine nel 2012 col fratello gemello Vincent

La principessa è nata l'8 gennaio del 2011 a Copenaghen alle 10:56, 26 minuti dopo il suo gemello, il principe Vincent. Alla nascita pesava 2,554 kg e di lunghezza: 46 cm.
La principessa Josephine ha quattro nomi: Josephine, nome comune in Francia, in onore di suo nonno paterno, il principe Henri; Sophia, nome comune nelle famiglie reali europei (diverse regine consorti danesi ricevettero questo nome); Ivalo, nome della regione danese della Groenlandia; Mathilda: nome di una canzone molto popolare in Australia (Waltzing Matilda), paese d'origine di sua madre.
Fu battezzata il 14 aprile del 2011 nella chiesa di Holmen a Copenaghen, insieme al suo gemello. Indossò l'abito di battesimo appartenuto alla regina Ingrid, sua bisnonna, e di cui non si conosce l'origine. È l'unica dei figli dei principi ereditari di Danimarca che non utilizzò l'abito creato per il re Cristiano X e che in seguito ulitizzarono tutti i re danesi. I suoi padrini furono la zia Marie Cavallier; la zia materna Patricia Donaldson; il conte Bendt Wedell; Birgitte Handwerk, moglie di Jeppe Handwerk, ottimo amico del principe Federico; Carlo di Borbone-Due Sicilie e Josephine Rechner, amica della principessa Mary.

### Educazione
Il 15 agosto 2017 iniziò a frequentare a Gentofte la Tranegårdskolen e il 6 gennaio 2020 cominciò con i fratelli un soggiorno programmato di 12 settimane alla Lemania-Verbier International School a Verbier, in Svizzera. Tuttavia, dovettero rientare in Danimarca a causa della pandemia di COVID-19.

## Titoli e trattamento

### Titoli e trattamento
- 8 gennaio 2011 - attuale: Sua Altezza Reale, la principessa Josephine di Danimarca, contessa di Monpezat
  - in danese: Hendes Kongelige Højhed, prinsesse Josephine til Danmark, komtesse af Monpezat

## Ascendenza
|                              |                 |                          | Genitori                             |  |  | Nonni |  |  | Bisnonni                           |  |  | Trisnonni                          |  |
|                              |                 |                          |                                      |  |  |       |  |  | Conte André de Laborde de Monpezat |  |  | Conte Henri de Laborde de Monpezat |  |
|                              |                 |                          |                                      |  |  |       |  |  | Conte André de Laborde de Monpezat |  |  | Conte Henri de Laborde de Monpezat |  |
|                              |                 | Henriette Hallberg       |                                      |  |  |       |  |  | Conte André de Laborde de Monpezat |  |  |                                    |  |
| Principe Henrik di Danimarca |                 |                          |                                      |  |  |       |  |  | Conte André de Laborde de Monpezat |  |  |                                    |  |
|                              |                 | Renée Yvonne Doursenot   | Maurice Yvonne Doursenot             |  |  |       |  |  |                                    |  |  |                                    |  |
|                              |                 | Renée Yvonne Doursenot   | Maurice Yvonne Doursenot             |  |  |       |  |  |                                    |  |  |                                    |  |
|                              |                 | Renée Yvonne Doursenot   | Marthe Gay                           |  |  |       |  |  |                                    |  |  |                                    |  |
| Federico X di Danimarca      |                 | Renée Yvonne Doursenot   |                                      |  |  |       |  |  |                                    |  |  |                                    |  |
|                              |                 | Federico IX di Danimarca | Cristiano X di Danimarca             |  |  |       |  |  |                                    |  |  |                                    |  |
|                              |                 | Federico IX di Danimarca | Cristiano X di Danimarca             |  |  |       |  |  |                                    |  |  |                                    |  |
|                              |                 | Federico IX di Danimarca | Alessandrina di Meclemburgo-Schwerin |  |  |       |  |  |                                    |  |  |                                    |  |
| Margherita II di Danimarca   |                 | Federico IX di Danimarca |                                      |  |  |       |  |  |                                    |  |  |                                    |  |
|                              |                 | Ingrid di Svezia         | Gustavo VI Adolfo di Svezia          |  |  |       |  |  |                                    |  |  |                                    |  |
|                              |                 | Ingrid di Svezia         | Gustavo VI Adolfo di Svezia          |  |  |       |  |  |                                    |  |  |                                    |  |
|                              |                 | Ingrid di Svezia         | Margherita di Connaught              |  |  |       |  |  |                                    |  |  |                                    |  |
| Josephine di Danimarca       |                 | Ingrid di Svezia         |                                      |  |  |       |  |  |                                    |  |  |                                    |  |
|                              | Peter Donaldson | Alexander Donaldson      |                                      |  |  |       |  |  |                                    |  |  |                                    |  |
|                              | Peter Donaldson | Alexander Donaldson      |                                      |  |  |       |  |  |                                    |  |  |                                    |  |
|                              | Peter Donaldson | Jean Stevenson           |                                      |  |  |       |  |  |                                    |  |  |                                    |  |
| John Dalgleish Donaldson     | Peter Donaldson |                          |                                      |  |  |       |  |  |                                    |  |  |                                    |  |
|                              |                 | Mary Dalgleish           | John Dalgleish                       |  |  |       |  |  |                                    |  |  |                                    |  |
|                              |                 | Mary Dalgleish           | John Dalgleish                       |  |  |       |  |  |                                    |  |  |                                    |  |
|                              |                 | Mary Dalgleish           | Barbara McDonald Baisley             |  |  |       |  |  |                                    |  |  |                                    |  |
| Mary Donaldson               |                 | Mary Dalgleish           |                                      |  |  |       |  |  |                                    |  |  |                                    |  |
|                              |                 | Archibald Horne          | John Tomas Tait Horne                |  |  |       |  |  |                                    |  |  |                                    |  |
|                              |                 | Archibald Horne          | John Tomas Tait Horne                |  |  |       |  |  |                                    |  |  |                                    |  |
|                              |                 | Archibald Horne          | Henriette Clark                      |  |  |       |  |  |                                    |  |  |                                    |  |
| Henriette Clark Horne        |                 | Archibald Horne          |                                      |  |  |       |  |  |                                    |  |  |                                    |  |
|                              |                 | Elizabeth Gibson Melrose | William Melrose                      |  |  |       |  |  |                                    |  |  |                                    |  |
|                              |                 | Elizabeth Gibson Melrose | William Melrose                      |  |  |       |  |  |                                    |  |  |                                    |  |
|                              |                 | Elizabeth Gibson Melrose | Catherine Smith                      |  |  |       |  |  |                                    |  |  |                                    |  |
|                              |                 | Elizabeth Gibson Melrose |                                      |  |  |       |  |  |                                    |  |  |                                    |  |